# Takazumi Katayama
Takazumi Katayama (Japans: 片山 敬済, Katayama Takazumi) (Kobe, 16 april 1951) is een voormalig Japans motorcoureur.
In het seizoen 1977 werd hij op Yamaha wereldkampioen in de 350 cc-klasse en werd zo de eerste Japanse titelhouder in de geschiedenis van het wereldkampioenschap wegrace.

## Carrière
Katayama debuteerde bij de Grand Prix van België in 1974 op Yamaha in de 250 cc-klasse van het wereldkampioenschap. Reeds bij zijn tweede wk-race, de Grand Prix van Zweden, wist hij een race te winnen. Hoewel hij in dit seizoen slechts aan vijf van de tien 250 cc-races deelnam, werd hij in de eindrangschikking vierde. Desondanks startte de Japanner het daarop volgende seizoen niet in het wereldkampioenschap.
In 1976 keerde Katayama terug en nam deel aan de klassen tot 250, 350 en 500 cc. Bij de 250'ers bereikte hij met een overwinning in Zweden de vice-wereldtitel achter de met afstand voor liggende winnaar Walter Villa uit Italië.
In het seizoen 1977 lukte het Katayama dan als eerste Japanner een wegrace wereldtitel te winnen. Hij won vijf van de zeven 350 cc-races waaraan hij deelnaam en werd voor de Noord-Ier Tom Herron wereldkampioen in deze klasse. Tot aan de opheffing van deze klasse in 1982 bleef Katayama de enige Japanse 350 cc-wereldkampioen. Bij de 250'ers werd hij dat seizoen vierde gewonnen door Mario Lega op Morbidelli, gevolgd door Aermacchi Harley-Davidson Franco Uncini en Walter Villa. 
Het lukte Katayama niet om zijn wereldtitel in 1978 te succesvol verdedigen; hij werd vice-wereldkampioen achter de Zuid-Afrikaan Kork Ballington.
Na een jaar afwezigheid startte Katayam in 1980 voor het eerst voor Honda in het wereldkampioenschap wegrace. In de jaren tot 1985 reed hij voor Honda in de 500 cc-klasse en startte daarbij ook op de wat exotische NR500-viertaktmachine met ovale zuigers, die echter niet kon opboksen tegen de tweetaktmotoren. De enige overwinning in deze zes jaren kon hij in 1982 in Zweden bijschrijven, zijn beste wk-resultaat behaalde bij in 1983 met plaats vijf.